# Corona 58
Corona 58 – amerykański satelita rozpoznawczy. Był siedemnastym statkiem serii Keyhole-4 ARGON tajnego programu CORONA. Jego zadaniem było wykonanie wywiadowczych zdjęć Ziemi. Misja skończyła się pomyślnie. Wówczas była najbardziej udaną misją serii KH-4.

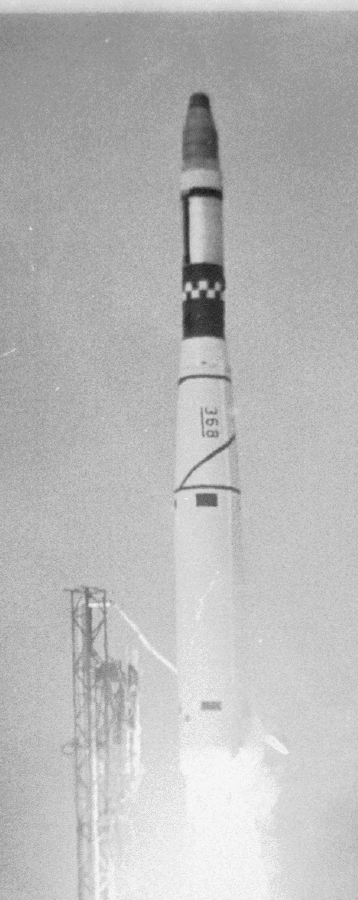
Start rakiety Thor Agena D z satelitą Corona 58 na pokładzie

## Ładunek
- Dwa aparaty fotograficzne typu "Mural" o ogniskowej długości 61 cm i rozdzielczości przy Ziemi około 7,6 metra
- Kamera IC (Index Camera) o ogniskowej 38 mm i rozdzielczości przy Ziemi około 120-150 metrów (obszar 300×300 km)